# Vera Cruz (caravela)
Caravela Vera Cruz é a mais exacta réplica das antigas caravelas usadas pelos portugueses na Era dos Descobrimentos. Foi construída no estaleiro Naval de Vila do Conde, na comemoração dos 500 anos do Descobrimento do Brasil.

## História

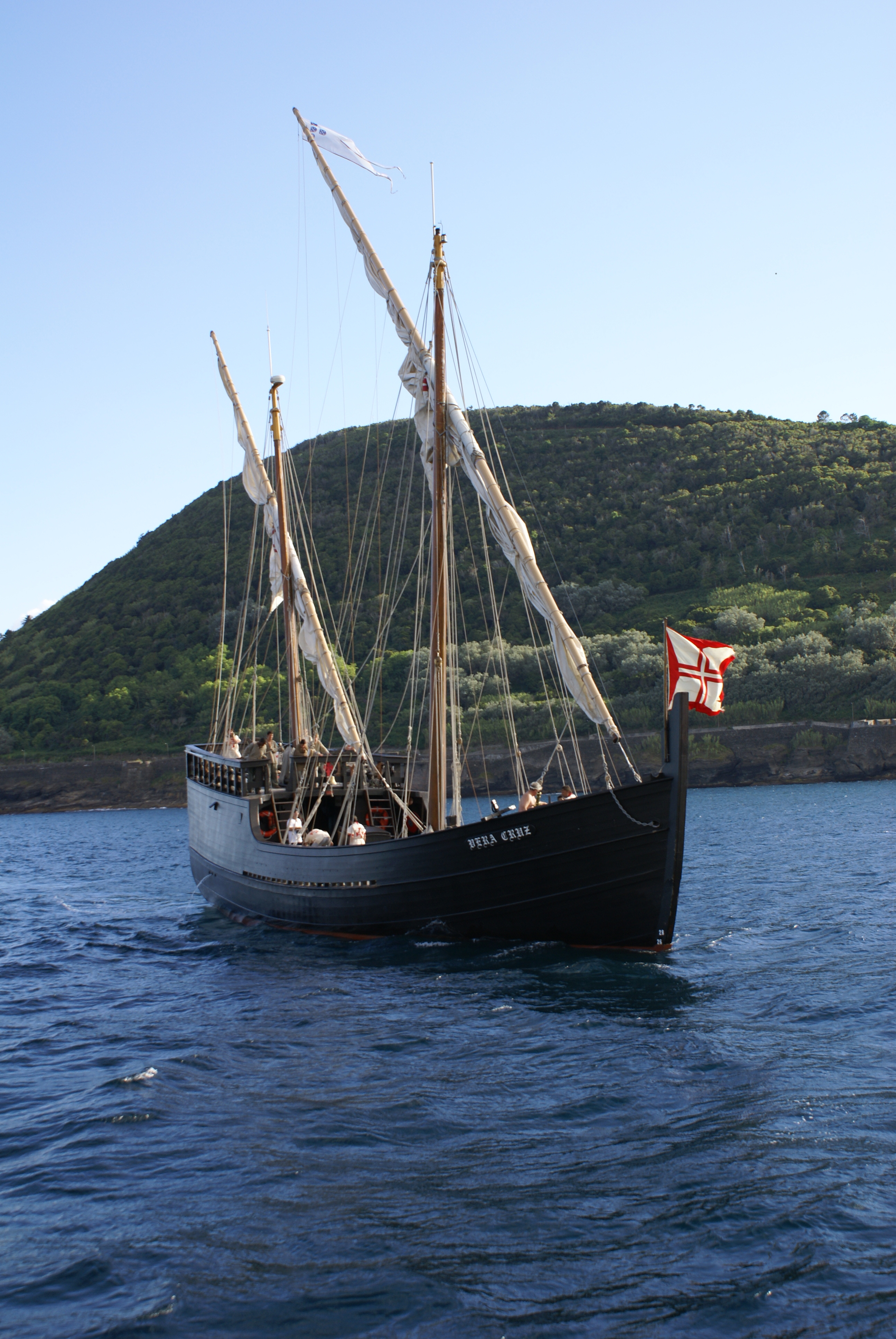
Caravela Vera Cruz, Porto de Pipas, Angra do Heroísmo, ilha Terceira (2008).

A caravela é propriedade da Associação Portuguesa de Treino de Vela (Aporvela), e destina-se a possibilitar o treino de mar, em especial para a juventude, a participar em provas e eventos náuticos com outros tall ships, e à investigação do comportamento e manobra das antigas caravelas.
A caravela Vera Cruz pode ser visitada por escolas na Doca de Alcântara em Lisboa. Ao longo dos anos, esta embarcação visitou uma série de portos nacionais e estrangeiros, destacando-se as viagens realizadas a Bruges, Saint-Malo e a participação nas comemorações dos 540 anos do povoamento dos Açores.
Todos os anos, milhares de crianças e jovens sobem a bordo da caravela para uma visita de estudo sobre as embarcações portuguesas dos séculos XV e XVI (com especial enfoque para as caravelas), os instrumentos náuticos e a vida a bordo durante as grandes viagens de descobrimento. Estas visitas decorrem em Lisboa e outros portos nacionais - em 2009 a caravela recebeu escolas em Ílhavo e Peniche.

## Características técnicas
Dimensões
- Comprimento: 23,8 m [4]
- Boca: 6,6 m
- Calado: 3,3 m

Mastro grande
- Altura: 18 m
- Verga: 26 m
- Vela: 155 m²

Mezena
- Altura: 16 m
- Verga: 20 m
- Vela: 80 m2

Madeiras utilizadas
- Pinho bravo: forro, borda falsa, sobrequilha
- Carvalho e Sobro: balizas
- Câmbola: convés e tombadilho